# 曹瑛

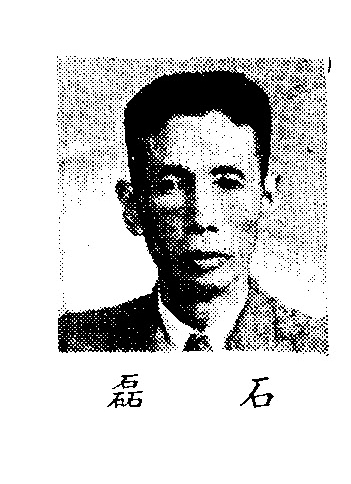
曹瑛（石磊）照片

曹瑛（1908年—1990年），字湘仲，曾名石磊、张慕良、钟真才，湖南平江人，中华人民共和国政治人物。

## 生平
曹瑛是湖南省平江县北乡尖山村人，早年入学岳州第三联合中学、武昌中山大学，后参加学生运动，担任中共南京市委代理书记，后被捕入狱，由中国济难会营救出狱。此后担任中共江苏省委发行部部长，期间再次被捕。抗日战争期间，经中共地下党营救出狱，改名石磊。后担任山西牺盟会宣传部副部长，调广西桂林八路军办事处、中共中央南方局工作。1944年，担任中共中央办公厅秘书处处长。第二次国共内战期间，任长春市委书记、中共吉林省委宣传部部长、吉林市委书记、1948年10月再次出任长春市委书记。1948年10月30日调任中共北平市委代理秘书长、秘书长。1949年4月底南下。1949年7月中旬进入湖南，向中央申请改回原名曹瑛。1949年7月底到黄花镇，参加长沙和平解放谈判。8月5日进入长沙市区，任长沙市委书记。1954年，改任中国驻捷克斯洛伐克社會主義共和國大使。1961年，任国家对外文化联络委员会副主任。1982年，担任中顾委委员。